# Smith & Wesson Model 317 kit gun
O Smith & Wesson Model 317 Kit Gun é a versão atual da linha de revólveres "kit gun" no calibre .22 de mais de 60 anos da Smith & Wesson (desde 1950).

## Visão geral
A versão atual do Model 317 é um revólver leve, versátil, com tambor de oito tiros e ação dupla com câmara para o cartucho .22 Long Rifle, fabricado pela Smith & Wesson. Devido ao seu baixo peso, pode ser transportado em caminhadas ou acampamentos e utilizado para o tiro recreativo, ao mesmo tempo em que serve de arma de emergência em caso de perigo.
Devido a seu peso leve e tamanho pequeno, o Model 317 pode ser usado facilmente em porte velado. Com isso em mente, uma área da coronha da arma é oca. Um pino transversal permite o uso de um cordão para transportar o Modelo 317 por baixo da roupa.

## Histórico
O Model 317 foi projetado para ser mais leve do que as armas "kit gun" anteriores da Smith & Wesson geralmente utilizadas para atividades ao ar livre. O aço foi substituído por titânio e alumínio para este propósito.
Entre a Primeira Guerra Mundial e a Segunda Guerra Mundial, as sacolas de kit carregadas por caçadores, caminhantes, campistas e pescadores frequentemente tinham uma pequena arma dentro. Essas sacolas de kit carregavam muitos dos itens necessários de que alguém pode precisar quando estiver sozinho em um campo aberto ou na floresta. Em 1935, o .357 Magnum foi lançado pela Smith & Wesson. Dizia-se que era "o revólver mais poderoso do mundo". Depois disso, vieram os revólveres ".22/.32 Target I-frame", mais compactos. A ".22/.32 Kit Gun" recebeu esse nome porque se destinava a ser transportado em uma bolsa de kit.
A linha Kit Gun começou como um revólver I-Frame, calibre .22 de 6 tiros em 1953, e sua designação de modelo na época era "Model of 1953". Ele às vezes é chamado de 'pré-34'. Em 1958, a S&W rebatizou-o como Model 34 e começou a estampar marcações nos modelos dessa forma. Essa produção continuou até o início dos anos 1960, quando a pistola foi redesenhada usando o J-frame maior e comercializada como o modelo 34-1. Devido à crescente popularidade dos revólveres de aço inoxidável, o " .22/.32 Model 63 Kit Gun" foi lançado em 1977 (com o mesmo design do 34-1), o .22 WMR Modelo 651 em 1983, e o .32 Magnum Kit Gun em 1990.
Havia um Kit Gun Airweight (Model 43) e um Kit Gun com câmara .22 Winchester Magnum Rimfire (0,22 WMR, o Modelo 51), a versão Target com cano de 6 "(Modelo 35), bem como o Kit Gun padrão Todos os três estavam disponíveis com miras ajustáveis.O modelo 34 continuou a ser fabricado até 1991, mas a produção dos modelos 43 e 51 parou em 1974. O modelo 63 inoxidável foi substituído pelo modelo significativamente mais leve 317 no final dos anos 2000.
As "kit guns" mais antigas foram substituídas e, embora algumas venham em calibres maiores, são ainda mais leves. Isso se deve aos avanços na construção de titânio e alumínio. Existe o Model 317 AirLite Kit Gun em .22 Long Rifle (.22LR), o  Model 337 AirLite Kit Gun em .38 Special e o Model 396 AirLite Mountain Lite Kit Gun em .44 Special.
Esses revólveres possuem armações de liga de alumínio e cilindros de titânio (exceto o Model 317, cujo cilindro é de alumínio). Embora o titânio seja consideravelmente mais leve do que o aço, ele é igualmente forte. Os barris de alumínio possuem um forro de aço.